# Pinsà muntanyenc capbrú
El pinsà muntanyenc capbrú (Leucosticte australis) és una espècie d'ocell de la família dels fringíl·lids (Fringillidae) que habita zones rocoses obertes, vegetació alpina i zones amb glacials a les muntanyes Rocoses, des del sud-est de Wyoming, a través de Colorado fins al nord de Nou Mèxic. En hivern ocupa menors elevacions.